# Wilhelm Schubart (Jurist)
Wilhelm Schubart (* 26. September 1808 in Heggbach; † 23. Januar 1884 in Stuttgart) war ein deutscher Jurist, Verwaltungsbeamter und Oberamtmann, vergleichbar mit einem heutigen Landrat. Ebenso war er Landtagsabgeordneter.

## Leben
Wilhelm Schubart, der Sohn des Weinhändlers Karl Schubart und der Theresia Gulde, besuchte die Volksschule in Laupheim, die Lateinschule in Biberach und das Obergymnasium in Ellwangen. Danach absolvierte er eine Ausbildung als Schreiber in den Kanzleien Ehingen und Blaubeuren. Nach der niederen Dienstprüfung 1831 studierte Schubart von 1832 bis 1834 Rechts- und Kameralwissenschaften an der Universität Tübingen. Die höhere Dienstprüfung legte er 1833 ab. 1834 wurde er Oberamtsaktuar beim Oberamt Rottenburg, 1835 beim Oberamt Nagold und 1839 beim Oberamt Tuttlingen. Anschließend war er kurzzeitig Hilfsarbeiter bei der Regierung des Schwarzwaldkreises in Reutlingen. 1840 wurde er Oberamtsverweser beim Oberamt Nagold, im Jahr 1841 Kanzleiassistent bei der Regierung des Donaukreises in Ulm und schließlich Oberamtsverweser beim Oberamt Wiblingen. Noch 1841 wurde Schubart Oberamtsverweser und ab 1842 Oberamtmann beim Oberamt Wangen.
1843 heiratete er Bertha Friederike Louise Engel (1824–1891), die Tochter des Nagolder Oberamtmanns Ludwig Friedrich Engel. Von 1845 bis 1848 war er Abgeordneter der zweiten Kammer des württembergischen Landtags für den Bezirk Wiblingen (Laupheim). 1850 wurde er Amtsleiter beim Oberamt Neckarsulm, 1858 beim Oberamt Oberndorf und 1871 beim Oberamt Ravensburg. Dort wurde er 1877 in den Ruhestand versetzt. Schubart starb am 23. Januar 1884. Er wurde auf dem Stuttgarter Fangelsbachfriedhof bestattet.

## Auszeichnungen
1872 wurde Schubart mit dem Ritterkreuz 2. Klasse des Ordens der württembergischen Krone ausgezeichnet.